# 原腸

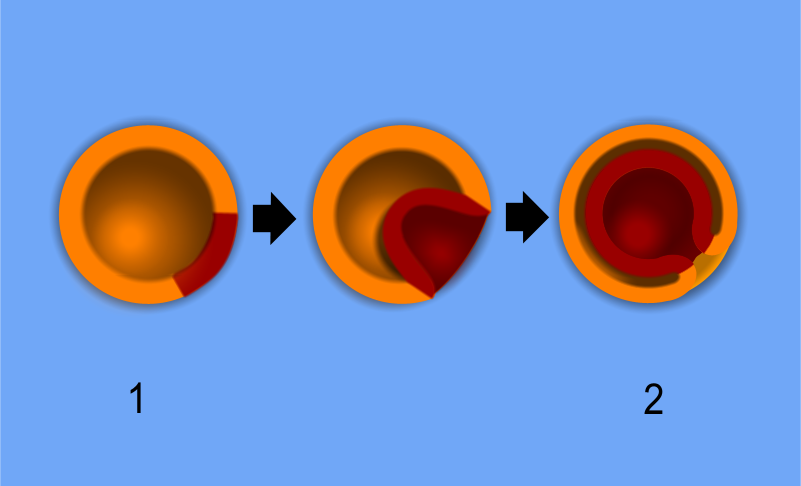
二胚葉動物の原腸陥入：（1）胞胚から（2）原腸胚の形成。外胚葉細胞（オレンジ）の一部は内側に移動して内胚葉（赤）を形成する。

原腸（げんちょう）とは(英: archenteron,独: Urdarm)とは胞胚において原腸胚形成中に形成される嚢状の構造。胚葉の区分としては内胚葉にあたる。消化管の原基である。